# Moclinejo (kommunhuvudort)
Moclinejo är en kommunhuvudort i Spanien.   Den ligger i provinsen Provincia de Málaga och regionen Andalusien, i den södra delen av landet, 400 km söder om huvudstaden Madrid. Moclinejo ligger 463 meter över havet och antalet invånare är 1 167.
Terrängen runt Moclinejo är kuperad. Runt Moclinejo är det tätbefolkat, med 570 invånare per kvadratkilometer. Närmaste större samhälle är Málaga, 15,7 km väster om Moclinejo. Trakten runt Moclinejo består till största delen av jordbruksmark.